# 阿尔蒂 (阿列日省)
阿尔蒂（法語：Artix）是法国阿列日省的一个市镇，属于帕米耶区（Pamiers）瓦里耶县（Varilhes）。该市镇2009年时的人口为141人。

## 人口
阿尔蒂人口变化图示
| 数据来源：INSEE |